# Villeneuve-Renneville-Chevigny
Villeneuve-Renneville-Chevigny település Franciaországban, Marne megyében. Lakosainak száma 325 fő (2022. január 1.). Villeneuve-Renneville-Chevigny Chaintrix-Bierges, Le Mesnil-sur-Oger, Rouffy, Trécon, Vouzy és Blancs-Coteaux községekkel határos.

## Népesség
A település népessége az elmúlt években az alábbi módon változott:
| Lakosok száma | 259  | 284  | 300  | 301  | 312  | 312  | 316  | 323  | 326  | 325  |
|               | 1968 | 1982 | 1990 | 2006 | 2013 | 2015 | 2017 | 2019 | 2020 | 2022 |